# بقا (ترانه امینم)
«بقا» (به انگلیسی: Survival) نام ترانه‌ای از امینم، خواننده رپ آمریکایی است. این آهنگ در تاریخ ۸ اکتبر ۲۰۱۳ منتشر شد. ترانه بقا دومین تک‌آهنگ از هشتمین آلبوم استدیویی امینم، مارشال مترز ال‌پی ۲ است. این آهنگ برای پیش نمایش بازی ویدئویی ندای وظیفه: اشباح ساخته شده بود به طوری که در موزیک ویدیوی این کار نیز صحنه‌هایی از این بازی پخش شد. در این آهنگ قسمت‌هایی را لیز رودریگوئر خواننده زن گروه نیو رویال اجرا کرد.